# هیلاری وولف
هیلاری وولف (انگلیسی: Hillary Wolf؛ زادهٔ ۷ فوریهٔ ۱۹۷۷) یک هنرپیشه، و بازیگر سینما اهل ایالات متحده آمریکا است. وی بین سال‌های ۱۹۸۴ تا ۱۹۹۲ میلادی فعالیت می‌کرد.
از فیلم‌ها یا برنامه‌های تلویزیونی که وی در آن نقش داشته است می‌توان به تنها در خانه، تنها در خانه ۲: گم‌شده در نیویورک اشاره کرد.